# William Hartwig
William Hartwig (ur. 5 października 1954 w Offenbach am Main) – niemiecki piłkarz pochodzenia amerykańskiego, występował na pozycji pomocnika.

## Kariera klubowa
Hartwig zawodową karierę rozpoczynał w 1973 roku w pierwszoligowym klubie Kickers Offenbach. Na sezon 1973/1974 został wypożyczony do VfL Osnabrück. W 1974 roku odszedł do drugoligowego TSV 1860 Monachium. W sezonie 1976/1977 Hartwig awansował z nim do Bundesligi. Zadebiutował w niej 6 sierpnia 1977 w zremisowanym 0:0 meczu z FC Schalke 04. 27 sierpnia 1977 w przegranym 1:2 spotkaniu z Borussią Mönchengladbach strzelił pierwszego gola w trakcie gry w Bundeslidze. W sezonie 1977/1978 spadł z zespołem do 2. Bundesligi. Wówczas odszedł z TSV.
Latem 1978 roku trafił do pierwszoligowego Hamburgera SV. Pierwszy ligowy mecz zaliczył tam 12 sierpnia 1978 przeciwko Borussii Mönchengladbach (3:0). W HSV Hartwig spędził 6 lat. W tym czasie zdobył z klubem trzy mistrzostwa RFN (1979, 1982, 1983) oraz Puchar Europy (1983). Z zespołem wywalczył także trzy wicemistrzostwa RFN (1980, 1981, 1984), a także zagrał w finale Pucharu Europy (1980, 0:1 z Nottingham Forest) oraz Pucharu UEFA (1982, 0:4 w dwumeczu z IFK Göteborg).
W 1984 roku odszedł do 1. FC Köln, również grającego w Bundeslidze. Zadebiutował tam 25 sierpnia 1984 w wygranym 3:1 pojedynku z Eintrachtem Brunszwik. W tamtym meczu zdobył także bramkę. W styczniu 1986 przeniósł się do austriackiej Austrii Salzburg. W lipcu 1986 powrócił do ojczyzny, gdzie został graczem klubu FC Homburg, w którego barwach w 1988 roku zakończył karierę.

## Kariera reprezentacyjna
Hartwig rozegrał dwa spotkania w reprezentacji RFN. Zadebiutował w niej 22 maja 1979 w wygranym 3:1 towarzyskim meczu z Irlandią. Po raz drugi w kadrze zagrał 26 maja 1979 w wygranym 3:1 spotkaniu z Islandią.